# Zabalius apicalis
Zabalius apicalis är en insektsart som först beskrevs av Bolívar, I. 1886.  Zabalius apicalis ingår i släktet Zabalius och familjen vårtbitare.

## Underarter
Arten delas in i följande underarter:
- Z. a. apicalis
- Z. a. inversus